# Musées d'État de la Haute-Autriche
Les  Musées d'État de la Haute-Autriche (en autrichien Oberösterreichische Landesmuseen) sont une institution culturelle de l'État de Haute-Autriche. Ils se composent de trois sites principaux à Linz  :  la Galerie nationale (Landesgalerie), le Musée du château (Schlossmuseum) et le Centre de biologie (Biologiezentrum); l'institution comporte également plusieurs musées régionaux, mémoriaux et collections de l'État de Haute-Autriche. L’administration est à Linz.

## Histoire
En 1833 est créée une association dont le nom est « Association du musée de la patrie pour l'Autriche ob der Enns y compris le  duché de Salzbourg » (Verein des vaterländischen Museums für Österreich ob der Enns mit Inbegriff des Herzogthums Salzburg) à l'initiative d'Anton von Spaun. L'association gagne rapidement en influence et en membres et le 28 Janvier 1839, l'archiduc François-Charles d'Autriche en prend le patronage.   
Les collections ont été divisées en quatre thèmes principaux : 
- collection historique et topographique
- collection historique d'art
- collection d'histoire naturelle
- collection technologique

Les conditions exiguës dans l'ancien musée ont conduit à la construction d'un nouveau bâtiment sur la Museumsstraße, qui a ouvert ses portes en 1895 ; il a été appelé « Francisco-Carolinum » en l'honneur de son premier protecteur François-Charles d'Autriche. 
Après la Seconde Guerre mondiale, le château de Linz est transformé en musée d'histoire culturelle, tandis que l'art contemporain est désormais être exposé dans le bâtiment Francisco-Carolinum. Depuis les années 1980, les collections des sciences naturelles sont localisées dans le centre de biologie de Linz-Dornach . 
Les installations du musée de Haute-Autriche sont répartis sur plus d'une douzaine localisations.

## Landesgalerie Linz
Le Francisco-Carolinum, en plus de sa fonction de bâtiment administratif des musées de Haute-Autriche, est le site de la Landesgalerie. 
La Landesgalerie abrite des œuvres d'art du XXe siècle, dont beaucoup ont une relation étroite avec la Haute-Autriche. Le fonds comprend environ 1000 peintures, sculptures ainsi que 30000 dessins et photographies. 

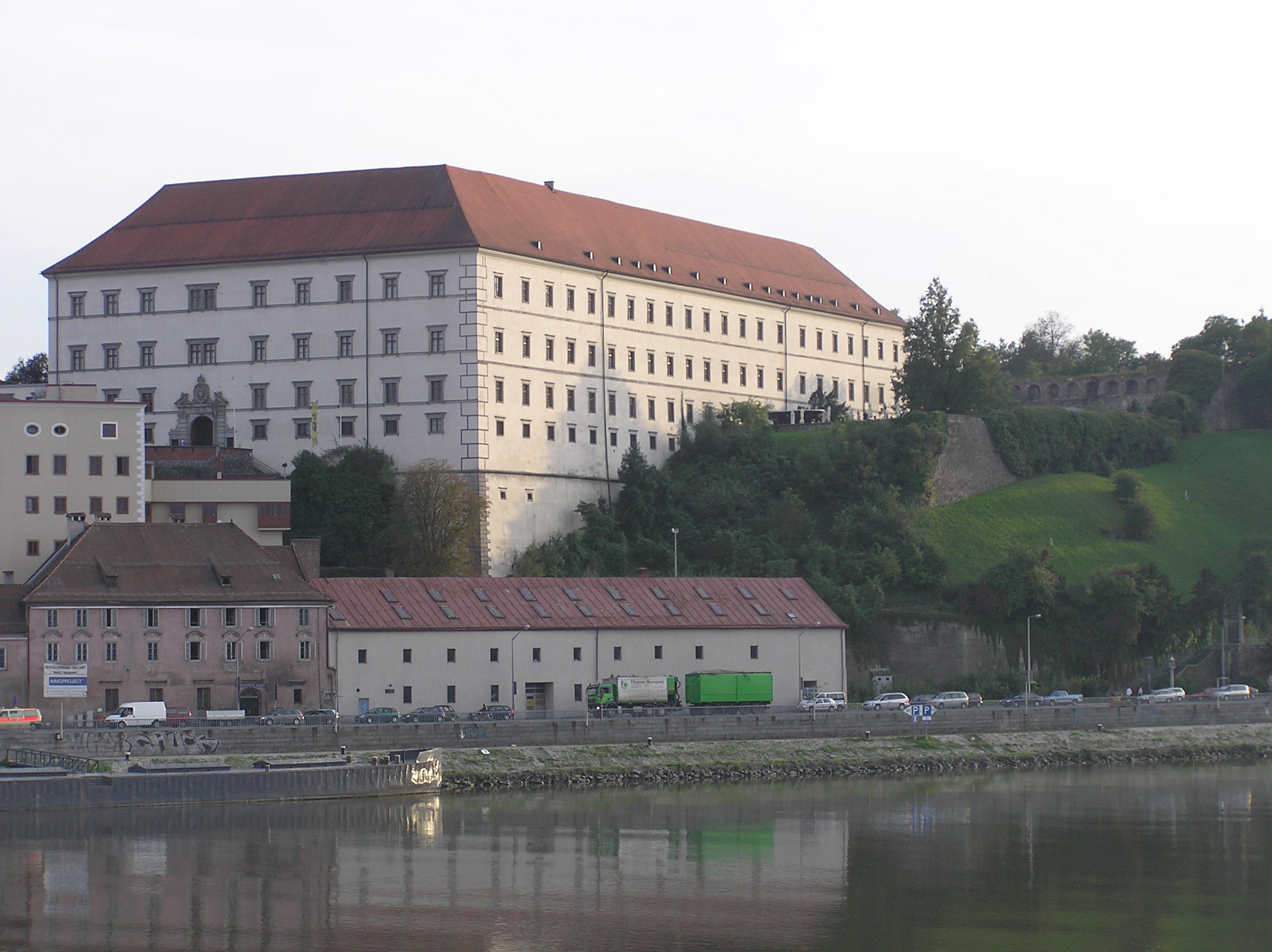
Le musée du château dans le château de Linz

## Musée du château de Linz
Dans les années 50 et au début des années 60, le château de Linz a été transformé en musée. Ce château-musée a été ouvert en 1966 et présente des collections archéologiques, culturelles, scientifiques et historiques. Des peintures, sculptures et autres objets d'art sont présents, et également des objets du quotidien de la Haute-Autriche. Parmi les collections, il y a, selon la terminologie du musée :

### Art up to 1918

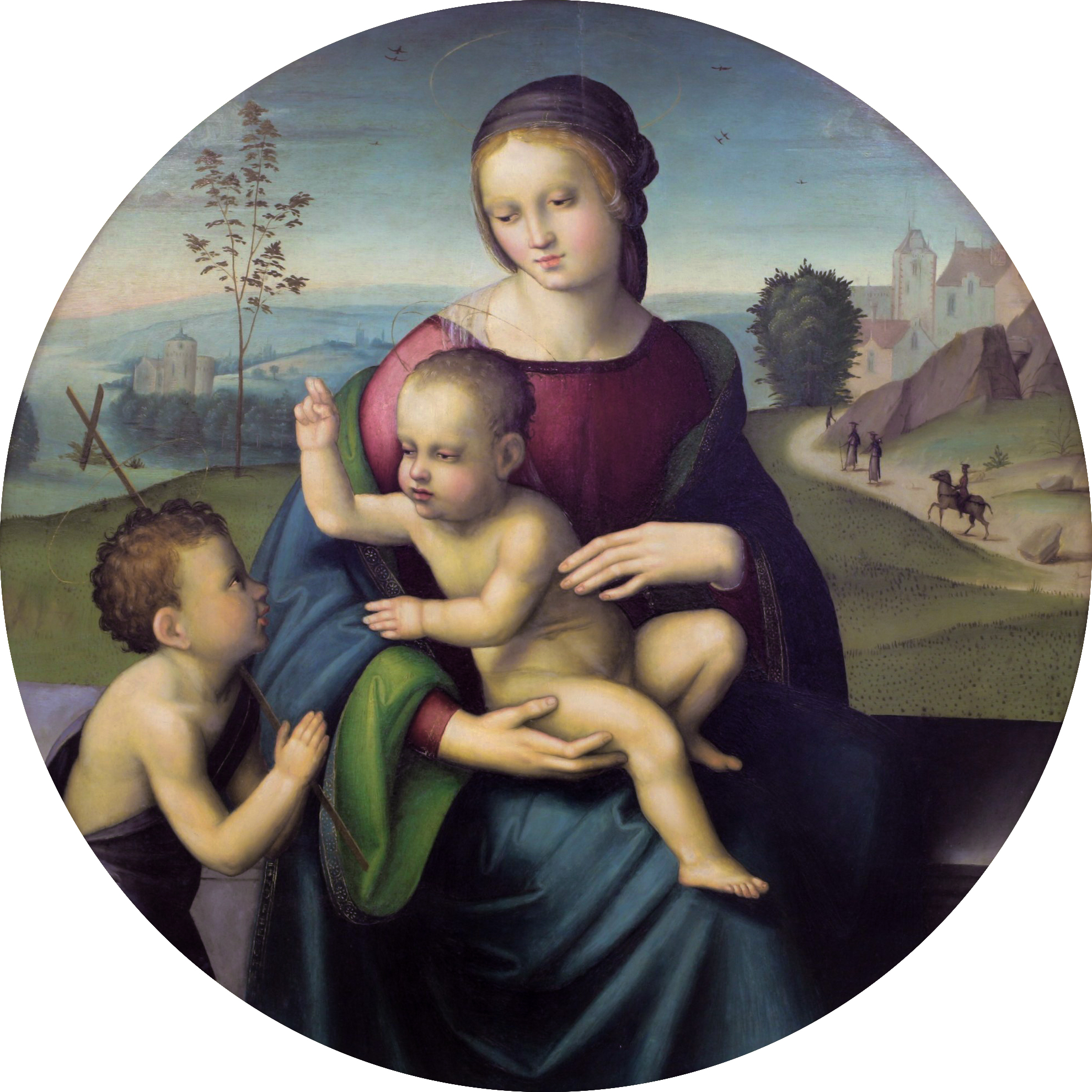
« Vierge à l'enfant », Maître de la Lamentation de Scandicci.

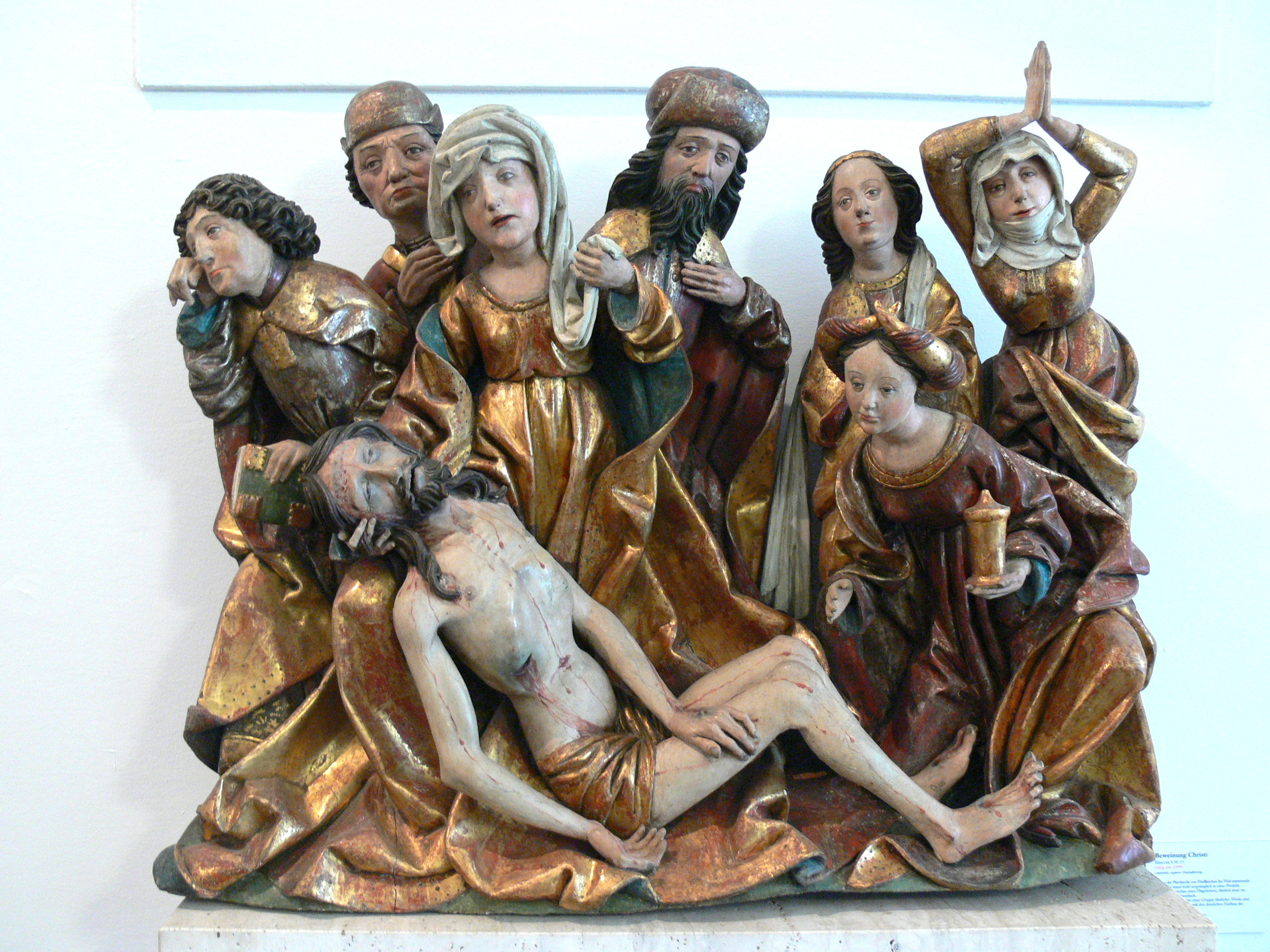
« Lamentation du Christ de Weißkirchen (Wels) », Maître S.W. vers 1499.

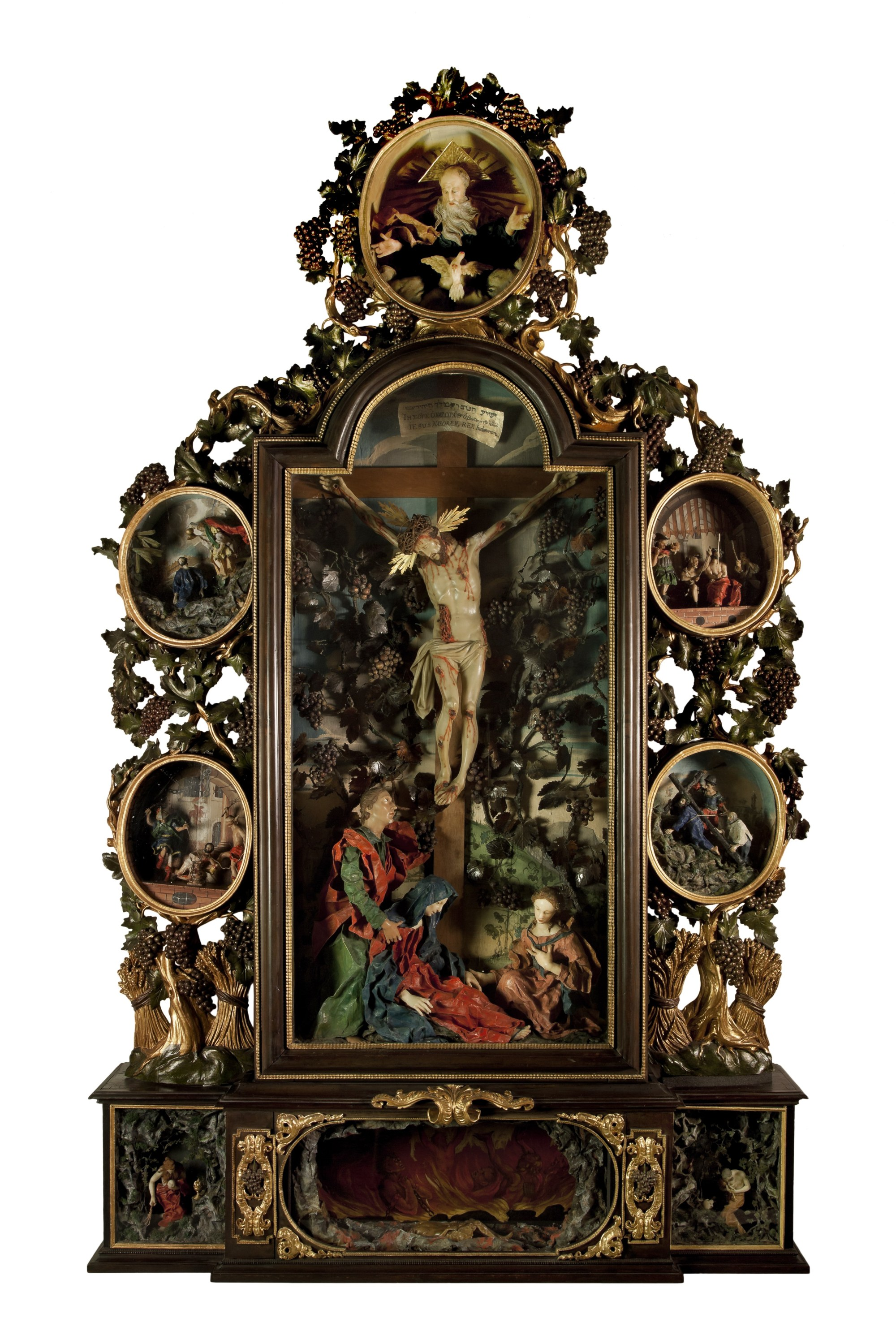
« Autel du Corpus Christi » Meinrad Guggenbichler

La collection comprend des autels, des peintures et des sculptures, principalement du Moyen Âge et de l'époque baroque en Haute-Autriche. Il y a notamment, représentant le gothique tardif, une adoration des mages, du Maître de Mondsee, un retable de Meinrad Guggenbichler, un autre du Meister des Eggelsberger Altars ; une crucifixion attribuée à un atelier de maîtres viennois, une Vierge à l'enfant du Maître de la Lamentation de Scandicci.
Elle est complétée par une sélection d'œuvres françaises, italiennes et néerlandaises. La « Wiener Malerei » la peinture viennoise de la période du Biedermeier, du réalisme atmosphérique et de l'Art nouveau est particulièrement bien représentée. 

## Centre de biologie Linz-Dornach

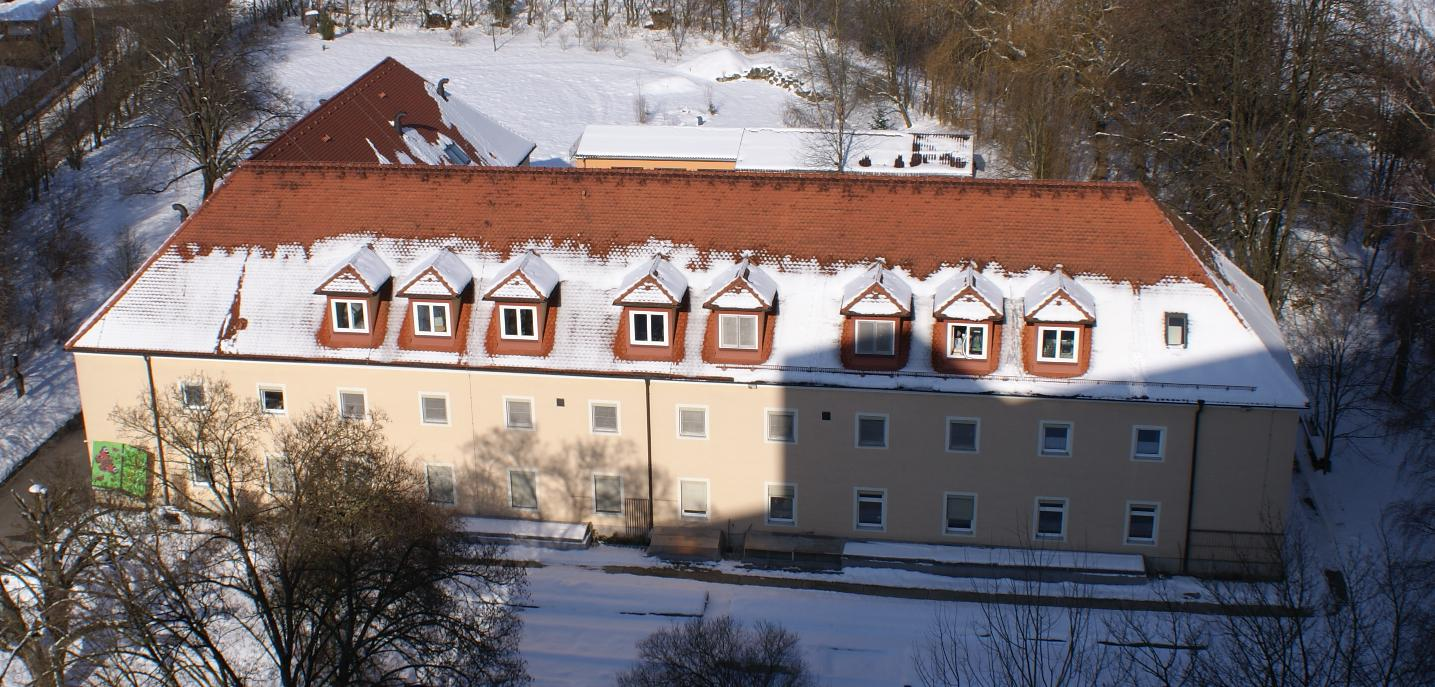
Le centre de biologie de Dornach

La collection d'histoire naturelle du Musée d'État est hébergée dans  « Centre de biologie » de Linz-Dornach depuis 1993. 

## Autres  lieux
Les musées provinciaux de Haute-Autriche comprennent également: 
- Collection d'histoire douanière et financière, Linz
- Collection militaire au château d' Ebelsberg, Linz
- Musée en plein air du Sumerauerhof, Sankt Florian
- Musée Anton Bruckner, Ansfelden
- Maison Kubin, Zwickledt
- Musée de la photo dans le château de marbre, Bad Ischl
- Musée du château de Mühlviertel, Freistadt
- Haute-Autriche Musée maritime , Grein
- Mémorial de Stelzhamer, Pramet
- Römerbad et Römerpark, Schlögen
- Römerburgus à Oberranna, municipalité d' Engelhartszell

## Articles liés
- Biodiversity Heritage Library for Europe
- Liste de musées en Autriche